# Akmon (Vater des Uranos)
Akmon (altgriechisch Ἄκμων Ákmōn, deutsch ‚Amboss‘) ist in der griechischen Mythologie der Sohn der Gaia und Vater des Uranos, des Eros und des Charon.
Dieser Genealogie entsprechend wurde Uranos Akmonides (Ἀκμωνίδης Akmōnídēs, deutsch ‚Sohn des Akmon‘, lateinisch Coelus Acmonides) genannt.
Mit einem etymologischen Spiel zu akámatos („unermüdlich“) wird Uranos „der Unermüdliche“.